# Blatten (Lötschen)
Blatten este o comună în cantonul Wallis, Elveția. Se află lângă Lonza[*], la o altitudine de 1.542 m deasupra nivelului mării. Are o suprafață de 90,63 km² și 90,51 km². Populația este de 290 locuitori, determinată în 31 decembrie 2018.